# Helga Gitmark
Helga Gitmark (* 30. September 1929 in Tvedestrand; † 2. August 2008) war eine norwegische Politikerin der Senterpartiet (Sp). Sie war im Jahr 1973 Umweltministerin ihres Landes.

## Leben
Gitmark war die Tochter eines Landwirteehepaars und besuchte nach ihrer Schulzeit eine Hauswirtschaftsschule. Anschließend arbeitete sie zu Hause als Landwirtin. In den Jahren 1967 bis 1971 war sie Mitglied im Vorstand der Frauenorganisation innerhalb der Sp. Zwischen 1969 und 1979 saß sie im Vorstand der Senterpartiet, ab 1973 diente sie dabei als stellvertretende Parteivorsitzende. In der Zeit von 1971 bis 1975 sowie von 1991 bis 1995 war sie Mitglied im Kommunalparlament von Lillesand.
Sie wurde am 5. März 1973 zur Ministerin im Ministerium für Umweltschutz in der Regierung Korvald ernannt. Dieses Amt übte sie bis zum Abtritt der Regierung am 16. Oktober 1973 aus. Damit wurde sie die erste Frau der Welt, die ein Umweltministerium leitete. Die Österreicherin Ingrid Leodolter führte allerdings bereits ab 1972 ein Ministerium, dem der Bereich Umwelt unterstand. Da sie jedoch Gesundheits- und Umweltministerin war, wird Leodolter meist nicht als die erste Umweltministerin der Welt gezählt. In ihrer etwa siebenmonatigen Amtszeit verhinderte Gitmark unter anderem den Abriss von historischen Gebäuden in der Karl Johans gate in Oslo, die durch moderne Hochhäuser hätten ersetzt werden sollen.
1975 engagierte sich Gitmark in der Bewegung gegen das Recht auf Abtreibung (Folkeaksjonen mot selvbestemt abort). Diese kämpfte gegen das 1978 beschlossene Gesetz, nach dem bis zur zwölften Schwangerschaftswoche ein Abbruch zulässig sei. Sie war außerdem in verschiedenen Gremien der Norwegischen Kirche engagiert.

## Auszeichnungen
Im Jahr 1991 wurde ihr die Verdienstmedaille des Königs in Gold verliehen.